# Intento de golpe de Estado en Portugal de marzo de 1975
El intento de golpe de Estado en Portugal de marzo de 1975 fue un intento de golpe de Estado encabezado por António de Spínola el 11 de marzo de ese año.

## Antecedentes
Los acontecimientos tuvieron lugar durante el Proceso Revolucionario en Curso, en el marco de las crecientes tensiones entre las fuerzas moderadas y radicales tras la Revolución de los Claveles. El 28 de septiembre de 1974  se frustró una manifestación anticomunista y el 30 de septiembre, el general António de Spínola (representante de las fuerzas moderadas) renunció como presidente de la República.
El 9 de marzo de 1975, oficiales amigos informan a Spínola sobre la Operación Matanza de Pascua, un presunto plan del Partido Comunista Portugués y los militares más radicales del Comando Operativo Continental (COPCON) y la 5ª División, apoyados por la Unión Soviética, para llevar a cabo una serie de asesinatos políticos, donde Spínola y sus partidarios serían objetivos, y un golpe de Estado. Al día siguiente, Spínola salió de Massamá, disfrazado con barbas postizas, en compañía de su esposa, camino a la Base Aérea de Tancos, comandada por el coronel Moura dos Santos, con el Regimiento de Cazadores Paracaidistas, comandado por el coronel Rafael Durão.

## Golpe
El 11 de marzo de 1975 se dio inicio al golpe de Estado. A las 9 de la mañana, la fuerza que desencadenaría el golpe estaba lista en la pista de Tancos. A las 11:45 horas, dos aviones T6 y cuatro helicópteros al mando del general Spínola, sobrevolaron y atacaron con ametralladoras el cuartel RAL1, próximo al Aeropuerto de Lisboa. El soldado Joaquim Carvalho Luís murió durante el ataque. Durante las siguientes horas, las fuerzas golpistas no lograron imponerse. A las 14 horas, el golpe había fracasado.
A las 14:45, la Emisora Nacional transmitió el primer comunicado desde el despacho del Primer Ministro Vasco Gonçalves, quien declaró “La alianza entre el Pueblo y las Fuerzas Armadas demostrará, ahora como siempre, que la revolución del PREC es irreversible”.
A las 17 horas, el General Spínola escapó en helicóptero a la Base Aérea de Talavera la Real, España. Dos horas después, la agencia Agence France-Presse envió un telegrama anunciando que Spínola, acompañado de su mujer y 15 oficiales, había llegado a la base aérea.

## Reacciones
El 12 de marzo, comenzó una ola de ocupaciones de empresas y propiedades en contra de sus dueños. Tres días después, el general Spínola se exilió en Brasil.
El 23 de marzo, la organización de extrema derecha Ejército de Liberación de Portugal (ELP) fue denunciada por el Brigadier Eurico Corvacho (comandante de la Región Militar del Norte y representante de COPCON en la Región del Norte) en una conferencia de prensa transmitida en vivo por RTP, afirmando que se trataba de "una organización fascista que pretendía derramar sangre y luto entre el pueblo portugués". Las autoridades militares anunciaron la detención de doce personas vinculadas al EPL, cuya detención se produjo efectivamente a finales de febrero. Los servicios de información hicieron pública la noticia después del 11 de marzo, para hacer creer que seguía al fallido golpe spinolista. El EPL, en una noticia publicada por la prensa el 29 de marzo, negó cualquier intervención en el golpe del 11 de marzo, pero dijo que estaba listo para actuar en todo el territorio portugués contra el clima comunista que se había instalado en el país.
Durante los siguientes meses, la inestabilidad política en Portugal continuó. En noviembre de 1975 tuvo lugar un nuevo intento de golpe de Estado, esta vez por parte de fuerzas de extrema izquierda, el cual fue igualmente desarticulado.